# غليندا جاكسون
غليندا ماي جاكسون (بالإنجليزية: Glenda May Jackson)‏، CBE (ولدت في 9 مايو من عام 1936) هي سياسية بريطانية. كانت عضوة في حزب العمال وممثلة سابقة. دخلت برلمان المملكة المتحدة منذ سنة 1992، عن دائرة هامبستيد وكيلبيرن.
حصلت على جائزة الأوسكار مرتين خلال مسيرتها الفنية: جائزة أحسن ممثلة عن دورها في فيلم نساء عاشقات (عام 1969) ودورها في فيلم لمسة من الرقي.

## وصلات خارجية
- غليندا جاكسون على موقع IMDb (الإنجليزية)
- غليندا جاكسون على موقع ميتاكريتيك (الإنجليزية)
- غليندا جاكسون على موقع الموسوعة البريطانية (الإنجليزية)
- غليندا جاكسون على موقع روتن توميتوز (الإنجليزية)
- غليندا جاكسون على موقع مونزينجر (الألمانية)
- غليندا جاكسون على موقع ألو سيني (الفرنسية)
- غليندا جاكسون على موقع ميوزك برينز (الإنجليزية)
- غليندا جاكسون على موقع تيرنر كلاسيك موفيز (الإنجليزية)
- غليندا جاكسون على موقع أول موفي (الإنجليزية)
- غليندا جاكسون على موقع قاعدة بيانات برودواي على الإنترنت (الإنجليزية)